# Quistrachia montebelloensis
Quistrachia montebelloensis är en snäckart som först beskrevs av Preston 1914.  Quistrachia montebelloensis ingår i släktet Quistrachia och familjen Camaenidae. Inga underarter finns listade i Catalogue of Life.